# Madame Sans-Gene (película de 1961)
Madame Sans-Gene  es una película coproducida entre  Italia, España y Francia; dirigida por Christian-Jaque en 1961, y protagonizada por Sophia Loren, Analía Gadé, Laura Valenzuela, Robert Hossein y Julien Bertheau.
Existe otra película con mismo título y argumento, muda, que rodó Léonce Perret con Gloria Swanson en 1924.

## Argumento
Madame Sans-Gene es una lavandera de Paris que es cortejada por un sargento y por un teniente.
Madame Sans-Gêne tiene una historia legendaria en Francia. Se basa en la vida de Cathérine Hübscher, nacida en Goldbach-Altenbach (Haut-Rhin) en 1753. Empezó como lavandera que lavaba y plancha la ropa de Napoleón cuando era un cabo común. Se casó con François Joseph Lefebvre, un sargento del ejército que se convirtió en mariscal de Francia y posteriormente fue elevado por Napoleón I al rango de duque de Danzig. Ella era conocida por el apodo de Madame Sans-Gêne (literalmente, la Sra. Sin pena) debido a su comportamiento, la libertad de expresión y la falta de buenos modales en la corte.

## Versiones en teatro, novela, cine...
La obra teatral de Sardou y Moreau fue muy popular y fue serializada en forma de novela por Raymond Lepelletier.
El papel fue interpretado en el escenario por Réjane, en Francia, Inglaterra y Nueva York y que también lo llevó a la pantalla dos veces, en 1900 y 1911. En 1924, la estrella del cine mudo Gloria Swanson desempeñó el papel principal y fue un éxito de taquilla. En 1941, fue interpretado por Arletty. En 1945 se convirtió en una película argentina. 
La historia fue también tema de la ópera Madame Sans-Gêne de Umberto Giordano que tuvo su estreno mundial en el Metropolitan Opera en 1915.
La película de 1961 contó con un presupuesto de 6 millones de dólares, con trajes diseñados para Loren por Marcel Escoffier e Itala Scandariato.